# Іванна Мадруга
Іванна Мадруга (ісп. Ivanna Madruga; нар. 27 січня 1961) — колишня аргентинська тенісистка.
Найвищу одиночну позицію світового рейтингу — 17 місце досягла 26 вересня 1983, парну — 110 місце — 21 грудня 1986 року.
Найвищим досягненням на турнірах Великого шолома був фінал в парному розряді.
Завершила кар'єру 1986 року.

## Фінали турнірів Великого шолома

### Жіночий парний розряд (1 поразка)
| Результат | Рік  | Турнір                               | Покриття | Партнерка         | Суперниці             | Рахунок  |
| --------- | ---- | ------------------------------------ | -------- | ----------------- | --------------------- | -------- |
| Поразка   | 1980 | Відкритий чемпіонат Франції з тенісу | Ґрунт    | Адріана Віллагран | Кеті Джордан Енн Сміт | 6–1, 6–0 |

## Фінали Туру WTA

### Одиночний розряд (2 поразки)
| Легенда        |   |
| Великий шлем   | 0 |
| Чемпіонати WTA | 0 |
| Tier I         | 0 |
| Tier II        | 0 |
| Tier III       | 0 |
| Tier IV & V    | 0 |

| Результат | Ранг | Дата     | Турнір              | Покриття | Суперниця        | Рахунок  |
| --------- | ---- | -------- | ------------------- | -------- | ---------------- | -------- |
| Поразка   | 1.   | Вер 1980 | Солт-Лейк-Сіті, США | Тверде   | Вірджинія Рузіч  | 1–6, 3–6 |
| Поразка   | 2.   | Тра 1981 | Берлін, Німеччина   | Ґрунт    | Регіна Маршикова | 2–6, 1–6 |

### Парний розряд 3 (1–2)
| Легенда        |   |
| Великий шлем   | 0 |
| Чемпіонати WTA | 0 |
| Tier I         | 0 |
| Tier II        | 1 |
| Tier III       | 0 |
| Tier IV & V    | 2 |

| Титули за покриттям |   |
| Тверде              | 0 |
| Ґрунт               | 3 |
| Трава               | 0 |
| Килим               | 0 |

| Результат | Ранг | Дата     | Турнір                                             | Покриття | Партнерка         | Суперниці                        | Рахунок       |
| --------- | ---- | -------- | -------------------------------------------------- | -------- | ----------------- | -------------------------------- | ------------- |
| Поразка   | 1.   | Тра 1980 | Internazionali d'Italia 1980, Італія               | Ґрунт    | Адріана Віллагран | Гана Мандлікова Рената Томанова  | 4–6, 4–6      |
| Поразка   | 2.   | Чер 1980 | Відкритий чемпіонат Франції з тенісу 1980, Франція | Ґрунт    | Адріана Віллагран | Кеті Джордан Енн Сміт            | 1–6, 0–6      |
| Перемога  | 3.   | Сер 1982 | Індіанаполіс, США                                  | Ґрунт    | Катрін Танв'є     | Джоанн Расселл Вірджинія Рузіч   | 7–5, 7–6      |
| Поразка   | 4.   | Тра 1983 | Internazionali d'Italia 1983, Італія               | Ґрунт    | Катрін Танв'є     | Вірджинія Рузіч Вірджинія Вейд   | 3–6, 6–2, 1–6 |
| Поразка   | 5.   | Лип 1983 | Fila Europa Cup 1983, Західна Німеччина            | Ґрунт    | Катрін Танв'є     | Беттіна Бюнге Клаудія Коде-Кільш | 5–7, 4–6      |
| Поразка   | 6.   | Лип 1983 | Фрайбург, Західна Німеччина                        | Ґрунт    | Емілсе Лонго      | Беттіна Бюнге Ева Пфафф          | 1–6, 2–6      |